# Affaire Moris-Siegler
Pour les articles homonymes, voir Siegler.
 (novembre 2019).
L'affaire Moris-Siegler qui était appelée affaire Philippe Vuillet avant que les auteurs de ce crime ne soient condamnés, est une affaire criminelle française dans laquelle Philippe Vuillet a été assassiné le 20 mars 2007, en Alsace par Franck Siegler et Robert Moris.
Franck Siegler et Robert Moris sont des ex-codétenus de prison. Franck Siegler, lui, a déjà été condamné pour un meurtre commis en 1987 tout comme Robert Moris.

## Les faits de l'enquête
Lorsque Sylvie (la femme de Philippe Vuillet) rentre chez elle, le 20 mars 2007, elle ne trouve pas son compagnon. Il avait un entretien dans la journée pour un stage dans une crèche. À la suite de cet entretien, il obtient un essai pour le 22 mars, et envoie un message à sa femme à 15 heures 05 pour la prévenir de son retour. C'est la dernière fois que les deux conjoints se contactent. Le lendemain, ne le voyant pas revenir, Sylvie s'inquiète ; elle se rend à la gendarmerie, où les gendarmes lui répondent que Philippe Vuillet est adulte : il a très bien pu "mettre les voiles". Ils invitent Sylvie à revenir les voir le 22 mars, jour auquel il doit commencer son stage : s'il ne se présente pas, ils commenceront des investigations. Sylvie retourne donc voir les gendarmes deux jours plus tard. Ils enregistrent la disparition de Philippe, mais Sylvie ne croit pas en leur détermination à le retrouver. Les parents de Philippe vont à leur tour voir les gendarmes et parviennent à les convaincre  d'ouvrir une procédure pour disparition inquiétante.
Le samedi 24 mars, Sylvie ne retrouve plus sa voiture dans la cour de sa maison. Elle signale la disparition de sa voiture à la gendarmerie. Selon les gendarmes, c'est Philippe qui a volé la voiture en utilisant un double des clés. Sylvie reçoit également un appel d'un détective privé qui affirme avoir été engagé par Philippe pour le protéger car une personne voudrait le tuer. Le détective prévient également Sylvie de faire attention à Robert Moris, un ami de Philippe ; il lui dit aussi que Philippe a eu un accident de voiture à Dijon. Sylvie contacte directement Robert par message en lui demandant des nouvelles de Philippe. Moris lui répond qu'ils se sont vus pour la dernière fois le 19 mars. Sylvie décide d'appeler le commissariat de Dijon afin de vérifier l'histoire de l'accident. La police de Dijon lui répond que la voiture Philippe Vuillet est à la fourrière depuis le 23 mars.
Intrigués, les gendarmes demandent les fadettes de Philippe à son opérateur. Ils découvrent donc que Philippe et Moris se sont entretenus par message le jour de sa disparition, contrairement à ce qu'avait affirmé Moris. Ils suivent la trace des déplacements de Moris depuis son dernier message envoyé à sa femme, le 20 mars à 15 h 05. Ils remarquent également un appel téléphonique à une femme résidant à Paris. La gendarmerie contacte donc cette dame et l'informe qu'ils cherchent à joindre Philippe, cette femme leur répond que Philippe est bien avec elle, mais, dès qu'ils demandent à lui parler, l'appel téléphonique est coupé. Les gendarmes rappellent et c'est un homme qui décroche, affirmant bien être Philippe, mais l'appel est de nouveau coupé. Les gendarmes en concluent une fois de plus que le disparu est avec une maîtresse. Pour eux, l'affaire s'arrête là, pour la famille il n'en est pas question.
Afin que l'enquête se poursuive, Sylvie porte plainte contre Philippe pour le vol de sa voiture. Les parents de Philippe vont eux à Dijon pour voir la Clio qui se trouve à la fourrière. La voiture de Philippe sent le tabac et le cendrier déborde ; Philippe ne fume pas ! De plus, une paire de chaussures se trouve à l'avant, mais la pointure n'est pas celle de Philippe ; plusieurs cartons de documents se trouvent dans le véhicule au nom de Robert Moris. Les gendarmes appellent ce dernier et lui demandent des explications, celui-ci leur répond qu'il a porté plainte pour le vol de ses affaires.

## Arrestation et garde à vue
L'enquête n'avance pas. La voiture de Sylvie, une Corsa, a été retrouvée à Paris. Elle a fait l'objet de plusieurs contraventions.
Un policier se met en planque a proximité ; un homme tourne autour de la Corsa, et saisit la contravention qu'il met dans sa poche.  Le policier décide de contrôler son identité. Durant l'entretien, une prise d'empreintes du dénommé « Philippe Vuillet » a lieu. Le résultat est surprenant : l'homme n'est pas Philippe Vuillet, mais Franck Siegler, un personnage au casier déjà chargé, évadé et recherché depuis une permission de sortie. Durant sa garde à vue pour le vol de la Corsa, il avait expliqué qu'il s'agissait d'un différend amoureux.
Franck Siegler dit avoir acheté le permis de conduire et la voiture à une personne de qui il refuse de donner l'identité. Il est renvoyé en prison. Dans le coffre de la Corsa, les policiers retrouvent des bottes et une pelle pleines de terre. Chez la maîtresse de Siegler, ils trouvent un pistolet 9 mm et des munitions. Le parquet de Colmar est informé : c'est à partir de ce moment qu'on s'intéresse à la disparition de Philippe Vuillet.
L'enquête est confiée à la police judiciaire de Strasbourg. On découvre que Franck et Robert se connaissent très bien car ils étaient dans la même cellule en prison. Robert Moris et Franck Siegler avaient fait de la prison pour un meurtre. Robert Moris est donc placé en garde à vue. Dans un premier temps, il s'en tient à son histoire, mais cela ne correspond pas à la facture de portable qui prouve les messages échangés le 20 mars. Moris se met à pleurer et avoue que c'est Franck qui a tué Philippe, il a « craqué ». Moris indique assez vaguement le lieu du meurtre ; sur ses indications, les policiers découvrent un corps. Moris et Siegler sont arrêtés. Quel est le mobile du meurtre de Philippe Vuillet ?
Le 17 mars, Moris aurait reçu un appel de Franck qui aurait eu besoin de son aide. Il lui demande un service en échange d'un travail en Espagne dans une société de sécurité qu'il a montée. Franck s'installe chez Moris. Quand Philippe Vuillet passe boire un café chez Moris,  le 19, Franck est avec eux. Le lendemain, le 20, quand Moris sort faire des courses, il retrouve en rentrant Philippe et Franck en train de discuter. Au bout d'un moment, Philippe a fait un malaise ; Franck a drogué - avec ses propres médicaments -, gazé et ligoté Philippe. Franck explique à Moris que Philippe lui a avoué être pédophile. Moris prétend qu'à ce moment il est terrorisé. Franck conduit Philippe jusqu'à l'arbre où il a été retrouvé et l'étrangle. Moris et Siegler s'en vont. Siegler aurait ensuite abandonné Moris dans Belfort où il aurait demandé à un ami de venir le chercher. La version de Moris est crédible selon le juge, 
La police croit en la version de Moris, mais se demande s'il a réellement été si passif qu'il le prétend. On s'intéresse désormais au passé de Moris. Ce qui va réunir Siegler et Moris est la chasse aux « pointeurs » -comme on les surnomme en milieu carcéral- qui sont en prison les personnes condamnées pour viol, agression sexuelle ou pédophilie. Dans l'ordinateur de Moris, on retrouve pourtant des photos de jeunes garçons nus ; Moris serait-il homosexuel ? Franck ne dit rien et reste muet. Il accepte néanmoins de rencontrer un psychologue. Il raconte un peu de son enfance difficile dans son milieu familial. En 1987, il tue pour la première fois un homosexuel qui lui a fait des avances comme Moris. Siegler a tué l'homosexuel en question de la même manière qu'il a tué Philippe en l'étranglant. Il écrit au juge une lettre de sa version. Sa version diverge néanmoins de celle de Moris, les deux se dénoncent. Il a en revanche bien abandonné Moris à Belfort car il le trouve « louche ». Le mobile du meurtre serait donc la pédophilie de Philippe, mais rien ne le prouve.

## Le procès
Le procès des deux meurtriers s'ouvre à Colmar en décembre 2009. Mais il ne permettra pas de comprendre toute l'affaire. Franck Siegler est condamné à 30 ans de prison avec 20 ans de sûreté, et Robert Moris à 30 ans de prison.
Ils font appel du premier jugement. 
L'audience a mis en lumière une possible homosexualité refoulée chez Moris qui pourrait expliquer qu'il projette sur Siegler ses propres fantasmes. Du côté de Siegler, un mobile crapuleux avec le vol de la voiture et des chéquiers... Mais aucun des deux procès ne permettra de savoir lequel des deux hommes a réellement instigué cet assassinat. Une chose est sûre : l'un n'aurait pas agi sans l'autre. L'avocate de Robert Moris réclame une peine moindre pour son client. En appel en juillet 2010, Robert Moris écope de la même peine qu'en première instance. La peine de Franck Siegler est alourdie : il est condamné à perpétuité avec 30 ans de sûreté.

## Nouvelle condamnation pour Franck Siegler
Franck Siegler et un autre détenu, Jonathan Fragnière, ont été condamnés à la réclusion criminelle à perpétuité avec 22 ans de sûreté et à 30 ans de prison pour avoir tué un co-détenu, Geoffrey Debouver, en janvier 2017, dans sa cellule de la prison de Vendin-le-Vieil,.

## Documentaires télévisés
- « Siegler/Moris, Retour à la case prison » le 20 novembre 2011 dans Faites entrer l'accusé présenté par Frédérique Lantieri sur France 2.

## Émission radiophonique
- « Siegler ou Morris ? » le 10 mars 2017 dans Hondelatte raconte de Christophe Hondelatte sur Europe 1.